# Henry FitzLewis
Sir Henry FitzLewis of Bromsford († 1480) war ein englischer Ritter.

## Leben
Sir Henry FitzLewis (auch Lewis oder Lewes) war ein Sohn von Sir Lewis John und Alice, Tochter des Aubrey de Vere, 10. Earl of Oxford.
Seine Schwester Margaret war verheiratet mit Sir William Lucy und in zweiter Ehe mit John Stafford. Eine andere Schwester, Elizabeth, war verheiratet mit Sir John Wingfield.
Er war ein treuer Anhänger des Hauses Lancaster und kämpfte während der Rosenkriege 1460 bei der Schlacht von Northampton und bei Wakefield. Bei der Schlacht von Northampton wurde Henry FitzLewis als Knight Bachelor zum Ritter geschlagen.
1461 kämpfte er bei der Zweiten Schlacht von St Albans und bei Towton.
Nach der Niederlage bei Towton verhängte das erste Parlament unter Eduard IV. 1461 eine Bill of Attainder über Sir Henry, so dass er all seine Rechte und Besitztümer verlor.
Sir Henry konnte aber entkommen und stieß zusammen mit seinem Schwager Henry Beaufort, 2. Duke of Somerset zu den Lancastertruppen in Dunstanburgh Castle.
Als die Burg am 27. Dezember 1462 kapitulieren musste, unterwarf sich Sir Henry und schwor König Eduard IV. Treue und Gefolgschaft, worauf sein Leben verschont wurde und er wieder seine Ländereien erhielt. Am 7. Mai 1463 sprach der König einen generellen Pardon aus.
Im Jahr 1469/70 rebellierte Sir Henry aber erneut gegen den König und schloss sich Richard Welles, 7. Baron Welles und Robert Welles, 8. Baron Willoughby de Eresby an. Der Aufstand mündete in der Schlacht von Losecote Field im März 1470.
Als König Eduard IV. im Oktober 1470 ins Exil fliehen musste und Heinrich VI. erneut zum König proklamiert wurde, wurde Sir Henry zum Steward of the Kings Household und Sheriff of Essex and Herefordshire ernannt.
Sir Henry FitzLewis starb 1480.

## Ehe und Nachkommen
Sir Henry war zweimal verheiratet.
In erster Ehe mit Elizabeth, Tochter des Edmund Beaufort, 1. Duke of Somerset und Eleanor Beauchamp, eine Tochter des Richard de Beauchamp, 13. Earl of Warwick.
Das Paar hatte eine Tochter:
- Mary ⚭ Anthony Woodville, 2. Earl Rivers[3][16]

In zweiter Ehe war Sir Henry verheiratet mit Eleanor, Tochter des Robert Hungerford, 2. Baron Hungerford.
Das Paar hatte keine Nachkommen.